# 阿富汗冠軍足球聯賽
阿富汗冠軍聯賽（Afghanistan Champions League）是一個由阿富汗足球協會運營的男子足球聯賽，阿富汗的主要足球競賽，比賽於2021年開始。
阿富汗冠軍聯賽於2021年成立，取代了阿富汗超級聯賽。聯賽由來自喀布尔省、赫拉特省和巴爾赫省的12支球隊組成。在2022年第二季，阿布穆斯林（Abu Muslim）以4分之差排名第二，落後於攻擊能源SC（Attack Energy SC）。12支球隊中有兩支球隊未曾敗北。2023年由於財政危機，聯賽未能舉行，原因源自阿富汗政治變化和塔利班影響國內足球營運違反國際足協的規定，從而拒絕向阿富汗足球協會資助，而阿富汗足球協會的剩餘資金在2022年時已經用盡。2024年1月，阿富汗足球協會宣布在齋戒月後於4月20日恢復聯賽。在2024年賽季，攻擊能源贏得他們的第二個冠軍，並以11場比賽全勝的成績結束賽季。

## 歷届冠军
| 年份    | 冠軍           | 亞軍           | 最佳射手          | 進球數 |
| ------- | -------------- | -------------- | ----------------- | ------ |
| 2021    | 紅軍           | 獨立隊         | N/A               | N/A    |
| 2022    | 攻擊能量體育會 | 阿布穆斯林     | N/A               | N/A    |
| 2024    | 攻擊能量體育會 | 紅軍           | Ahmad Nabi Muqdas |        |
| 2024—25 | 阿布穆斯林     | 攻擊能量體育會 | Farhad Alizadeh   |        |

## 外部連結
- RSSSF.com – 阿富汗 – 冠軍列表 （页面存档备份，存于）